# Tanoka Beard
Tanoka Dwight Beard (Ogden, Utah, 29 de septiembre de 1971) es un exjugador de baloncesto estadounidense que desarrolló su carrera en Europa a lo largo de 16 temporadas. Con 2,06 metros de altura jugaba como pívot.

## Trayectoria deportiva
Comenzó su carrera en los Boise State University, donde es el máximo anotador, taponador y el jugador con más tiros libres anotados e intentados. No fue elegido para el draft de la NBA y en el de la CBA acabó siendo elegido en la quinta ronda, por lo que decidió jugar en Europa. Desde el año 2003 hasta noviembre de 2007 militó en el Zalgiris Kaunas de Lituania, club en el que consiguió ganar 3 ligas nacionales en 4 temporadas. Durante su carrera fue todo un trotamundos del baloncesto, jugando y ganando campeonatos en diferentes países.

## Palmarés

### Títulos de club
- 1 campeonato nacional de Turquía: 1994-95, con el Ülker de Estambul.
- 1 Copa del Rey de España: 1997, con el Joventut de Badalona.
- 3 campeonatos nacionales de Lituania: 2002-03, 2003-04 y 2004-05 con el Zalguiris Kaunas.
- 1 Liga Báltica: 2005, con el Zalgiris Kaunas.

### Distinciones individuales
- 5 participaciones en el All Star de la Liga ACB (España): 1996, 1997, 1998, 1999 y 2001.
- 13 veces elegido Jugador de la Semana en la ACB.
- 10 veces elegido Jugador del Mes en la ACB.
- 2 veces nombrado MVP de la Liga ACB (España): 1998-99 y 2001-02.
- 1 participación en el All Star de Lituania (siendo el MVP del partido): 2004.
- 1 vez nombrado MVP de la liga de Lituania: 2003-04.
- Fue el jugador con mejor promedio de rebotes en la Euroliga 2004-05.
- Fue líder en rebotes en la ACB tres temporadas 1998-99, 1999-2000 y 2001-02
- Fue líder en rebotes de la liga turca en la temporada 2000-01
- Fue líder en rebotes (14.3 por partido) y anotación (26.5 puntos por partido) en la NBL francesa (1995-96).